# Place des victoires (film)
Pour les articles homonymes, voir Place des Victoires (homonymie).
Pour plus de détails, voir Fiche technique et Distribution.
Place des victoires est un film français réalisé par Yoann Guillouzouic, sorti en 2019. Il s'agit du premier long métrage du réalisateur.

## Synopsis
Bruno Léon (Guillaume de Tonquédec) est un père divorcé au chômage qui perd le droit de visite sur ses enfants. En effectuant un retrait au distributeur il se fait dépouiller par une bande d'agresseurs. En quête de retrouver son téléphone portable qui est le seul lien qui lui reste avec sa famille, il finit par attraper l'un des voleurs, Gagic (Piti Puia), le plus jeune d'entre eux. Il commence alors à le séquestrer avant de se lier d'amitié avec celui-ci, allant jusqu'à devenir complice dans ses cambriolages afin de subvenir à ses besoins. 

## Fiche technique
- Réalisation et scénario : Yoann Guillouzouic
- Directeur de la photographie : Thomas Hardmeier
- Directeur de production: Laurent Le Thiec
- Montage : Marion Monestier
- Décors : François Emmanuelli
- Costumes : Carine Sarfati
- Musique : Amin Bouhafa
- Producteurs : Magali Potier et Ryme Wehbi
- Société de production : White Panama Films
- Soutiens à la production : Canal+, Ciné+, région Île-de-France, SACEM
- Société de distribution : Alba Films
- Pays d'origine :  France
- Genre : comédie dramatique
- Durée : 103 minutes
- Dates de sortie :
  - France : 21 août 2019 (Festival du film francophone d'Angoulême) ; 6 novembre 2019 (sortie nationale)

## Distribution
- Guillaume de Tonquédec : Bruno
- Piti Puia : Gagic
- Clara Ponsot : la voisine
- Richard Bohringer : le propriétaire de l'appartement
- David El Hakim : le fils du propriétaire
- Xun Liang : le patron du bar
- François Bureloup : le client du bar
- Éléonore Bauer : la cliente du bar
- Jérôme Paquatte : le patron des prospectus
- Vincent Aguesse : le policier
- Sofiia Manousha : la jeune avocate
- Bruno Gouery : l'animateur du groupe de parole
- Juliette Dol : Aline
- Gwendolyn Gourvenec : l'avocate
- Claire Borotra : Sandrine, la femme de Bruno
- Amélia Lacquemant : la fille de Bruno
- Jules Pacini : le fils de Bruno
- Raphaëlle Agogué : Béa, la sœur de Bruno
- Jean-François Cayrey : Olivier, le beau-frère de Bruno
- Michaël Vander-Meiren : le receleur
- Francis Soler : le monsieur âgé de la corniche
- Rosella Nardelli : la dame de la corniche
- Tristane Banon : la passante
- Lily Martin Haggiage : la fille de l'avocate
- Olivier Scarbonchi : le mari de l'avocate

## Lieux de tournage
- Paris
  - Place des Victoires

## Critiques
La presse est mitigée sur ce film, il ne reçoit que la moyenne de 2,3/5 sur Allociné.
Première a aussi apprécié le film et dit qu'il y a « du Une époque formidable dans ce Place des Victoires. Et pas seulement parce que ces deux films partagent un acteur : Richard Bohringer, qu'on est heureux de revoir en bougon au grand cœur ».
Le Nouvel Observateur n'aime pas du tout ce film : « Son défaut principal est l'absence de prise de risque : tout est déjà dans les cinq premières minutes, et rien ne vient surprendre le spectateur avant le générique de fin ».